# Open Space Aarhus
Open Space Aarhus er et hackerspace i Aarhus. Stedet er inspireret af hackerspaces
andre steder i verden, såsom Metalab i Wien, c-base og Chaos Computer Club i Berlin samt Noisebridge i San Francisco. Det
fungerer som en privat forening med det ene formål at drive et fysisk lokale,
hvor folk har mulighed for at rode med den teknologi, der er med til at
definere deres hverdag. Dette udmønter sig i aktiviteter såsom en månedlig
foredragsaften, deltagelse i
konferencer og andre aktiviteter samt workshops i elektronik, lodning og
forskellige former for fri software eller open source software.
Foreningen blev grundlagt i 2010 og flyttede samme år ind i sine første lokaler på Bryggervej 30 i Risskov. Foreningen havde pr. november 2012 66
betalende medlemmer og et par hundrede støttemedlemmer.

## Medlemskab
Der er fri adgang til de fleste af Open Space Aarhus' aktiviteter, men folk,
der ønsker at bruge lokalerne meget, opfordres til at blive betalende
medlemmer. Et betalende medlem får udleveret en (elektronisk) nøgle til
lokalerne og kan altså til hver en tid lukke sig selv ind. Støttemedlemskab er
gratis og består primært i deltagelse på foreningens mailingliste.

## Samarbejdspartnere
Open Space Aarhus har i samarbejde med Hovedbiblioteket i Aarhus arrangeret et techlab i hele februar 2013.. Open Space Aarhus blev oprindelig til som et samarbejde mellem en række enkeltpersoner og foreningerne Hack Aarhus og Ubuntu Danmark og samarbejder nu desuden med Incuba Science Park, Trøjborg Arkadespilsforening Arkiveret 14. september 2013 hos  Wayback Machine samt med andre hackerspaces i Danmark, for eksempel Labitat i København.

## Fysiske rammer
Open Space Aarhus boede de første tre år af sin eksistens i kantinen på en nedlagt erhversskole på Bryggervej
30 i Risskov. Deres lejekontrakt udløb den 31. december 2013. Fra 1. december 2013 har foreningen i stedet etableret sig på en ny adresse i Aarhus-bydelen Katrinebjerg lige over for Incuba Science Park og universitets institut for datalogi.

## Aktiviteter
Den vigtigste tilbagevendende aktivitet i Open Space Aarhus er det ugentlige hack, som begynder hver tirsdag ca. kl. 16, og hvor alle er velkomne. Der er ligeledes ofte åbent om torsdagen.
Den første tirsdag i hver måned er der foredragsaften eller Tech Talk Tuesday, gerne forkortet T³. Den tredje torsdag i hver måned afholder Free Software Foundation Europe deres såkaldte "Fellowship Meetings".
Trøjborg Arkadespilsforening har hovedkvarter i lokalerne, og den sidste onsdag i hver måned organiserer denne forening en aften i de gamle arkadespilkonsollers tegn.

## Indflydelse og kulturel betydning
Den kendte programmør og IT-politiske debattør Poul-Henning Kamp har i et indlæg på Version2 betegnet hackerspaces som Open Space Aarhus som en del af en teknologisk-kulturel avantgarde, hvor hovedvægten ligger på selv at kunne fremstille den mest avancerede teknologi, hvad enten den nu implementeres i software eller hardware: "Om de er kønne, funktionelle eller overhovedet brugbare er sekundært, det er autenticiteten i 'jeg har lavet den selv' der gives karma for".

## Eksterne links
- Open Space Aarhus' hjemmeside
- Århus Stiftstidende: Hacking på den gode måde Arkiveret 19. marts 2012 hos  Wayback Machine
- Hacking, sex og asociale netværk - tech talk i Open Space Aarhus

56°11′10″N 10°11′19″Ø / 56.1861506°N 10.1885734°Ø